# Culture israélienne
 (décembre 2012).

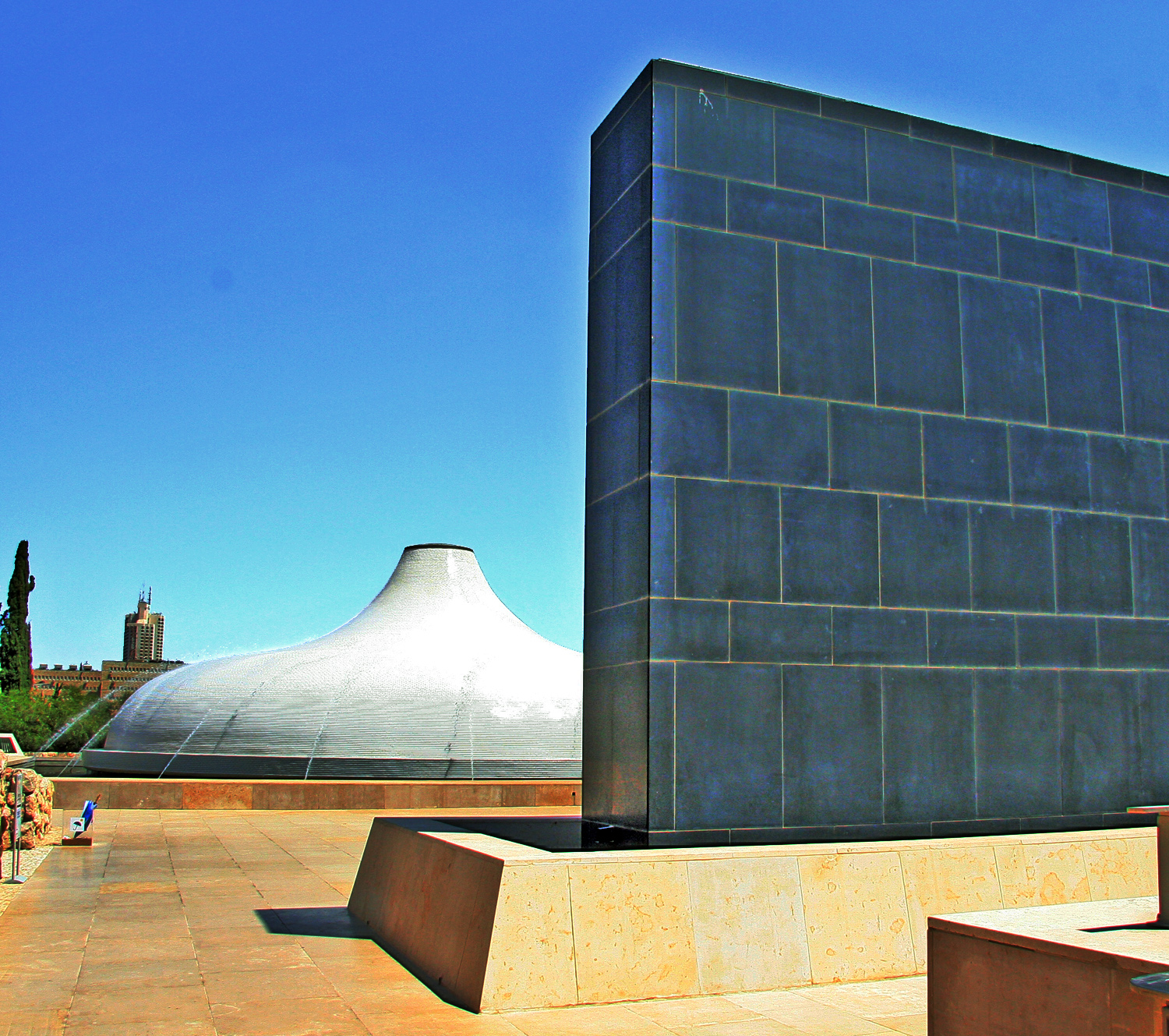
Sanctuaire du Livre au musée d'Israël à Jérusalem

Cet article traite de différents aspects de la culture israélienne.

## Langues
- Langues en Israël, Langues d'Israël

## Traditions

### Religion(s)
- Religion en Israël et dans les territoires occupés, Religion en Israël (rubriques)
- Bouddhisme dans le monde, Christianisme par pays, Nombre de musulmans par pays, Nombre de Juifs par pays , Irréligion
- Islam en Israël, Islam en Israël (rubriques)
- Bahaïsme, Terrasses baha'ies de Haïfa
- Christianisme en Israël
  - Minorité araméenne d'Israël (15 000)
  - Assyriens en Israël (en) (5 000)
  - Minorité maronite d'Israël (3 000, souvent assimilés aux Araméens)
- Druzes
- Mouvement Massorti (traditionalistes)
- Hindouisme en Israël (en)
- Irréligion en Israël
- Sécularisme en Israël (en)

### Symboles
- Catégorie:Symbole d'Israël
- Armoiries d'Israël, Drapeau d'Israël
- Liste des drapeaux d'Israël, Étoile de David
- Hatikvah, hymne national israélien

### Mythologie
- Mythologie juive
- Cosmologie biblique

## Famille

### Mariage
Mariage en Israël

## Société
- Femmes en Israël (en)
- Criminalité en Israël
- Droit israélien
- Droits humains en Israël (en)

### Éducation
- Éducation en Israël (en)
- Science et technologie en Israël (en)
- Liste de découvertes et inventions israéliennes (en)
- Catégories : Science en Israël, Scientifiques israéliens
- Liste d'universités et collèges en Israël (en)
- Liste des Israéliens lauréats du prix Nobel
- Fondation Wolf, Prix Wolf (depuis 1978)
- Mechina (en)

### Fêtes israéliennes
| Date   | Nom français           | Nom hébreu      | Dates possibles dans le calendrier grégorien |
| ------ | ---------------------- | --------------- | -------------------------------------------- |
| 5 Iyar | Jour de l’Indépendance | Yom Ha'atzmaout | entre le 16 avril et le 15 mai               |

| Date       | Nom français                                  | Nom hébreu      | Dates possibles dans le calendrier grégorien |
| ---------- | --------------------------------------------- | --------------- | -------------------------------------------- |
| 1-2 Tishri | Nouvel-An                                     | Roch Hachana    | entre le 6 septembre et le 6 octobre         |
| 10 Tishri  | Jour du Grand Pardon                          | Yom Kippour     | entre le 15 septembre et le 14 octobre       |
| 15 Tishri  | Fête des cabanes                              | Souccot         | entre le 20 septembre et le 19 octobre       |
| 22 Tishri  | Assemblée du huitième jour                    | Chemini Atseret | entre le 27 septembre et le 26 octobre       |
| 25 Kislev  | Fête des lumières (seules les écoles ferment) | Hanoucca        | entre le 27 novembre et le 27 décembre       |
| 14 Adar    | Fête des sorts (seules les écoles ferment)    | Pourim          | entre le 26 février et le 24 mars            |
| 15 Nissan  | Pâque juive                                   | Pessa'h         | entre le 27 mars et le 25 avril              |
| 21 Nissan  | Dernier jour de la Pâque juive                | Pessa'h         | entre le 2 avril et le 1er mai               |
| 6 Sivan    | Pentecôte                                     | Chavouot        | entre le 16 mai et le 14 juin                |

## Arts de la table

### Cuisine(s)
- Cuisine juive
- Cuisine israélienne, plats et composantes de la cuisine israélienne
- Cuisine du Moyen-Orient (rubriques)

### Boisson(s)
- Viticulture en Israël

## Santé
- Santé, Santé publique,Protection sociale
- Catégorie:Santé en Israël

### Sports, arts martiaux
- Sport en Israël, Sport en Israël (rubriques)
- Sportifs israéliens
- Israël aux Jeux olympiques
- Israël aux Jeux paralympiques, Jeux paralympiques,
- Jeux du Commonwealth

## Artisanats
- Artisanat d'art

### Textiles, cuir, papier
- Mode en Israël (en)
- Maskit
- Chapeau tembel
- Project Runway Israel (2008-2009)
- Designers :  Yigal Azrouë, Lola Beer Ebner, Berta Brida, Apollo Braun,  Ronen Che, Alber Elbaz, Lea Gottlieb, Ronen Jehezkel, Alon Livne, Nili Lotan, Noa Raviv, Yotam Solomon, Elie Tahari, Pnina Tornai, Ruti Zisser

## Littérature(s)

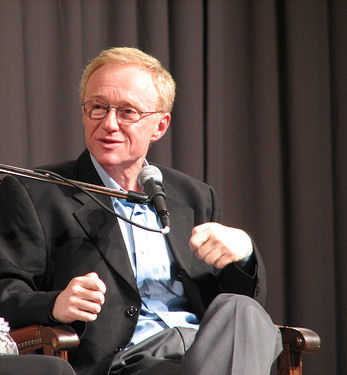
David Grossmann

- Littérature israélienne
- Écrivains israéliens
- Écrivains israéliens francophones
- Jewish Virtual Library

## Média
- Media of Israel (en), Média en Israël (rubriques)
- Journalistes israéliens
- Censorship in Israel (en)
- Human rights in Israel (en)

### Presse
- Presse écrite en Israël (rubriques)
- Liste de journaux en Israël
  - Yediot Aharonot, quotidien populaire à grand tirage, réputé pour ses enquêtes d’investigation
  - Maariv, quotidien populiste
  - Haaretz, quotidien progressiste
  - Israel Hayom, premier quotidien gratuit
  - The Jerusalem Post, quotidien de droite ; avec une édition hebdomadaire en français
  - Globes, quotidien économique
  - Hamodia, quotidien du courant Haredi, existe aussi un hebdomadaire en anglais et en français
  - Yated Neeman, quotidien du courant Haredi
  - Hamevasser, quotidien du courant Haredi

### Radio
- Radio en Israël (rubriques)
- Seconde Autorité pour la télévision et la radio

### Télévision
- Television in Israel (en)
- Télévision en Israël (rubriques)
- List of television channels in Israel (en)
- Israeli Educational Television (en)

### Internet (.il)
- Internet in Israel (en)
- Télécommuications en Israël
- Blogueurs israéliens
  - Irin Carmon, Raviv Drucker, Nate Fish, Uri Geller, Andi Gutmans, Vaan Nguyen
  - Daniel Ravner, Oded Sharon, Mati Shemoelof, Gene Simmons, Joel Spolsky
  - Velvet Underground (blog)

## Arts visuels
- Art en Israël
- Artistes israéliens
- Artistes contemporains israéliens
- Arts visuels en Israël
- Liste d'art public en Israël (en)
- Centre d'art juif (en) (Jérusalem, 1979)
- Biennale de Jérusalem (en) (depuis 2013)
- Divers prix artistiques en Israël (en)
- Prix Wolf en art (depuis 1978)

### Dessin
- Dessinateurs israéliens

### Peinture
- Peintres israéliens
  - Reuven Rubin
  - Alexandre Frenel (peintre de l'École de Paris)
  - Shimshon Holzman
  - Moshe Castel
  - Zionna Tagger

### Sculpture
- Sculpture israélienne (en)
- Sculpteurs israéliens

### Architecture
- Architectes israéliens
- Architecture israélienne (rubriques)
- Urbanisme en Israël (rubriques)

### Photographie
- Photographes israéliens
- Naggar School of Photography
- Shpilman International Prize for Excellence in Photography (en)
- International Photography Festival (Israel) (en) (2012)

## Arts du spectacle

### Musique(s)
- Musique israélienne, Musique israélienne (rubriques)
- Musiciens israéliens
- Chanteurs israéliens

### Danse
- Danse en Israël, Danse en Israël (en)
- Israel Ballet
- Jerusalem Academy of Music and Dance
- Danseurs israéliens
- Chorégraphes israéliens
  - Gertrud Kraus (en) (1901-1977)
  - Baruch Agadati, Yehudit Arnon, Idan Cohen, Ze'eva Cohen, Moshe Efrati, Dege Feder
  - Itzik Galili, Emanuel Gat, Tamir Ginz, Gurit Kadman
  - Sara Levi-Tanai (en) (1910-2005), Yaron Margolin, Ohad Naharin, Valery Panov, Yuval Pick, Inbal Pinto, Avshalom Pollak
  - Rina Schenfeld, Hofesh Shechter, Jasmin Vardimon, Berta Yampolsky, Arkadi Zaides
- Hora (danse) , Debka
- Baruch Agadati
- Compagnies
  - Kibbutz Contemporary Dance Company
  - Bat-Dor Dance Company (en)
  - Inbal Dance Theater (en)
  - Suzanne Dellal Center for Dance and Theater (en)
  - Hofesh Shechter et Batsheva Dance Company
  - Ohad Naharin et Batsheva Dance Company
  - Sara Levi-Tanai et Inbal Dance Theater
- Karmiel Dance Festival (en) depuis 1987

### Théâtre
- Théâtre israélien, Théâtre israélien (rubriques)
- Salles de théâtre :
  - Habima, Théâtre National, Cameri Theatre, Khan Theatre, Arab-Hebrew Theatre, Haifa Theatre
- Formation : Beit Zvi
- Dramaturges israéliens
- Pièces de théâtre israéliennes

### Autres scènes: marionnettes, mime, pantomime, prestidigitation
Les arts mineurs de scène, arts de la rue, arts forains, cirque, théâtre de rue, spectacles de rue, arts pluridisciplinaires, performances manquent encore de documentation pour le pays …
Pour le domaine de la marionnette, la référence est : Arts de la marionnette en Israël, sur le site de l'Union internationale de la marionnette UNIMA).
- Marionnettistes israéliens (en)
- Tran Theater (Teatron ha Karon) (1981),
- École de Théâtre visuel (1984),
- Théâtre Habamah (1988), devenu Hazira Performance Art (2000),
- École de Théâtre de marionnettes et d’acteurs (1990),
- Festival International de Théâtre de Marionnettes de Jérusalem, depuis 1982,
- Paul Loewy (1893-1971),
- David Ben Shalom, dit Honzo et né Jan Baeck (1912-1990), Bubatron (Théâtre de Poupées) (1936),
- Dina Daziatelowski (1901-),
- Dennis Silk (1928-1998),
- Eric Smith.

### Cinéma
- Cinéma israélien
- Réalisateurs israéliens, Scénaristes israéliens
- Acteurs israéliens, Actrices israéliennes
- Lists of Israeli films (en)

## Patrimoine

### Musées
Avec plus de 200 musées, Israël est le pays qui en compte la plus grande densité au monde.
- Liste de musées en Israël, dont principaux musées, mémoriaux et sites archéologiques :

#### Jérusalem
- Musée d’Israël
- Le Mémorial de Yad Vashem
- Chamber of the Holocaust (Martef HaShoah) sur le Mont Sion
- Le Musée Rockefeller
- Le Musée Herzl
- Le Musée de l’Art islamique
- Bible Lands Museum

#### Tel Aviv
- Le Musée de la Haganah
- Le Musée d’Art Moderne
- Le Musée des Antiquités de Tel Aviv-Jaffa
- La Maison de la Diaspora
- Le Musée d’Eretz Israel

#### désert duNéguev
- Le Musée des Bédouins et de la culture bédouine

#### Sites archéologiques d’Israël
Dans le sud d’Israël :
- Les piliers du roi Salomon, dans le site archéologique de Timna

### Liste du Patrimoine mondial
Le programme Patrimoine mondial (UNESCO, 1971) a inscrit dans une dizaine de sites dans la liste du patrimoine mondial en Israël.

### Liste représentative du patrimoine culturel immatériel de l’humanité
Le programme Patrimoine culturel immatériel (UNESCO, 2003) a inscrit dans sa liste représentative du patrimoine culturel immatériel de l’humanité (au 12/01/2016) : aucune activité humaine israélienne.

### Registre international Mémoire du monde
Le programme Mémoire du monde (UNESCO, 1992) a inscrit dans son registre international Mémoire du monde (au 15/01/2016) :
- 2015 : Notes théologiques d’Isaac Newton[2]
- 2015 : Le Codex d’Alep[3]
- 2013 : Le recueil de Rothschild[4]
- 2013 : Collection de témoignages, Yad Vashem Jérusalem, 1954-2004[5]